# Christian Ferdinand Schiess

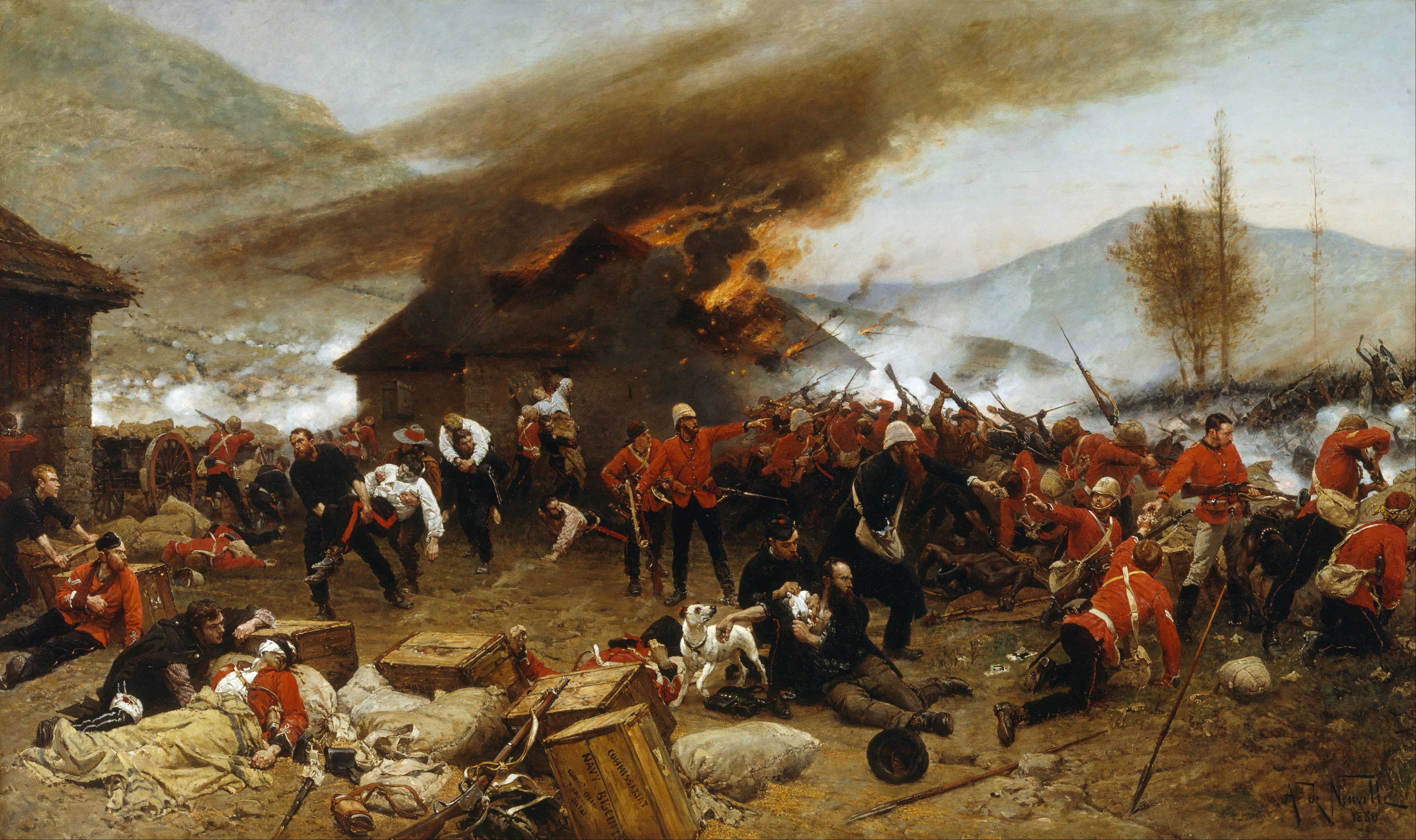
Die Verteidigung von Rorke’s Drift. Schiess wurde vom Künstler als der Soldat in brauner Uniform, der mit dem Bajonett kämpft, dargestellt.

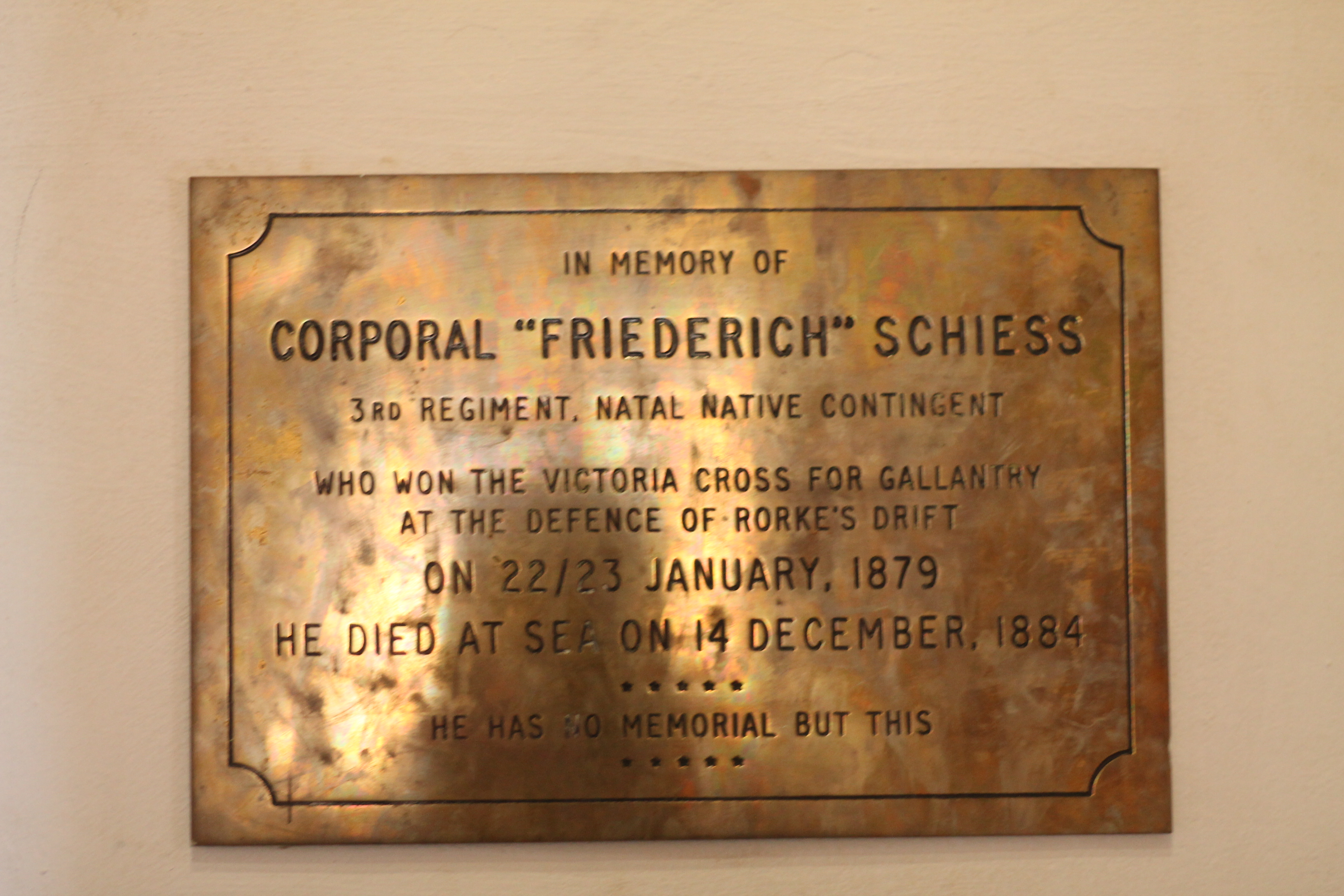
Erinnerungstafel in Dundee (Südafrika)

Christian Ferdinand Schiess (* 7. April 1856 in Burgdorf, Kanton Bern; † 14. Dezember 1884 vor der Küste Angolas) war ein Schweizer Söldner und Träger des Victoria-Kreuzes.

## Leben
Christian Ferdinand Schiess wurde als Sohn von Niklaus Schiess, Bürger von Herisau, und Anna Schiess geb. Ruchti von Münchenbuchsee, in Burgdorf getauft. Er wuchs in einem Waisenhaus auf und diente als 15-Jähriger auf der Seite Frankreichs im Deutsch-Französischen Krieg.
Mit 22 Jahren kämpfte er als Korporal des Natal Native Contingent unter britischem Kommando im Zulukrieg. Er nannte sich Friederich Schiess und gab sich als Südafrikaner aus. Am 22. Januar 1879 nahm er am Kampf der 139 britischen Soldaten gegen ca. 4000 Zulu bei Rorke’s Drift teil.
Für seine Verdienste in dieser Schlacht erhielt er das prestigeträchtige Victoria-Kreuz, die höchste Auszeichnung Großbritanniens für überragende Tapferkeit im Angesicht des Feindes. Das Viktoria-Kreuz wurde Schiess am 3. Februar 1880 anlässlich einer Parade in Pietermaritzburg verliehen. Nachdem die Freiwilligentruppen aufgelöst wurden, fand er keine Arbeit, nicht einmal bei den britischen Behörden. Er ging kurz nach Indien, kehrte aber schließlich nach Südafrika zurück. 1884 wurde er auf den Straßen von Kapstadt gefunden, wo er unter Exposition und Unterernährung litt. Die Royal Navy fand ihn, gab ihm Essen und bot ihm eine Überfahrt nach England an Bord der Serapis an. Er nahm an, wurde aber während der Reise krank und starb. Die Medaille befindet sich heute im National Army Museum in Chelsea (London). Schiess starb mit 28 Jahren auf der Schiffsreise nach England infolge seiner Auszehrung. Seine sterblichen Überreste wurden im Atlantik bei etwa 13°00′S 07°24′W bestattet.